# Кубе, Ирма фон
Ирмга́рд «И́рма» фон Кубе (нем. Irmgard «Irma» von Cube; 26 декабря 1899, Ганновер, Германия — 25 июля 1977, Лос-Анджелес, Калифорния, США) — немецкая сценаристка, актриса

 и режиссёр. Номинантка на премию «Оскар» (1949) в номинации «Лучший адаптированный сценарий» за фильм «Джонни Белинда» (1948).

## Биография
Родилась 26 декабря 1899 года в Ганновере — дочь Густава Кубе (1873—1931) от первого брака. Её отец, потомственный немецкий дворянин, ведущий свой род от немецких крестоносцев, поселившихся в Ливонии в начале XIII века, был двоюродным братом советского искусствоведа, хранителя Эрмитажа Альфреда Николаевича Кубе и генерал-лейтенанта Юлия Максимилиановича фон Кубе.
Начала карьеру как актриса и сценарист немецких фильмов в начале 1930-х годов. С 1928 года писала сценарии, в основном комедийные и реже — драматические. Несколько раз работала с Литваком.
Была замужем за актёром Эрвином Кальзером до его смерти 26 марта 1958 года. Супруги покинули Германию в 1933 году после прихода к власти национал-социалистов. Первоначально жили в Швейцарии, где она сотрудничала с Литваком, создававшим фильм Майерлинг.
В 1938 году она приняла приглашение в Голливуд от главы Metro-Goldwyn-Mayer Луи Б. Майера и переехала в США. Там она приобрела репутацию хорошего сценариста, написав несколько сценариев без указания авторства и в 1949 году была номинирована на «Оскар» вместе с Алленом Винсентом за фильм Джонни Белинда в категории «Оскар» за лучший адаптированный сценарий. В числе её фильмов также: «Им нужна музыка» (1939)  и «Песнь любви» (1947) с участием Кэтрин Хепбёрн, Пола Хенрейда и Роберта Уокера. Она также сняла один из пяти сегментов совместного антропологического фильма Италии и Великобритании «Сказка о пяти городах» (1951).
Скончалась 25 июля 1977 года в Лос-Анджелесе.